# Hendrik I van Jauer
Hendrik I van Jauer (circa 1294 - 15 mei 1346) was van 1301 tot aan zijn dood hertog van Jauer, van 1301 tot 1312 hertog van Münsterberg en van 1301 tot 1312 hertog van Schweidnitz. Hij behoorde tot de Silezische tak van het huis Piasten.

## Levensloop
Hendrik was de derde, maar tweede oudst overlevende zoon van hertog Bolko I van Schweidnitz en Beatrix van Brandenburg-Salzwedel, dochter van markgraaf Otto V van Brandenburg-Salzwedel. In 1316 huwde hij met Agnes (1305-1337), dochter van koning Wenceslaus II van Bohemen, maar het huwelijk bleef kinderloos.
Na het overlijden van hun vader in 1301 erfden Hendrik, zijn oudere broer Bernard en zijn jongere broer Bolko II de hertogdommen Jauer, Münsterberg en Schweidnitz. Omdat de drie broers echter nog minderjarig waren, werd hun oom langs moederkant, markgraaf Herman van Brandenburg-Salzwedel, in hun naam regent. Nadat zijn oudere broer Bernard in 1305 officieel volwassen was verklaard, nam die het regentschap van zijn jongere broers op zich. In 1312 werd ook Hendrik volwassen verklaard, waarna hij en zijn broer Bernard de eigendommen van hun vader verdeelden. Hendrik I kreeg daarbij het hertogdom Jauer, terwijl Bernard en zijn jongste broer Bolko II de hertogdommen Schweidnitz en Münsterberg behielden.
Via zijn moeder had Hendrik aanspraken op de Lausitzstreek, die in handen waren van het huis Ascaniërs. Deze aanspraken liet hij na het uitsterven van de Ascaniërs in 1319 gelden. Hendrik slaagde er echter enkel in om het oosten van Opper-Lausitz in handen te krijgen, weliswaar onder het leenheerschap van zijn schoonbroer, koning Jan van Bohemen. Het was echter pas in 1325 dat Jan van Rooms-Duits koning Lodewijk IV van Beieren de toestemming kreeg om dit gebied aan Hendrik te schenken.
In 1329 moest Hendrik echter het district Görlitz teruggeven aan koning Jan, in ruil voor het levenslang nutgebruik van het district Trautenau. In 1337 ondertekende hij eveneens een verdrag met Jan van Bohemen, waarin hij hem beloofde om Bohemen tegen elke vijand te helpen verdedigen. In dit verdrag stond ook dat indien Hendrik zonder nakomelingen zou sturen, zijn bezittingen in de Lausitzstreek terug naar Jan van Bohemen zouden gaan. Dat jaar kreeg hij van Jan ook de hertogdommen Glogau en Canth toegewezen als levenslang nutsgebruik.
In 1346 overleed Hendrik. Omdat hij geen nakomelingen had, keerden zijn bezittingen die hij als levenslang nutsgebruik had gekregen en zijn bezittingen in de Lausitzstreek terug naar het koninkrijk Bohemen. Het hertogdom Jauer ging dan weer dan zijn neef, hertog Bolko II van Schweidnitz, de zoon van zijn oudste broer Bernard en die Hendrik in 1345 als zijn erfopvolger had aangeduid.